# Clemens Schmid

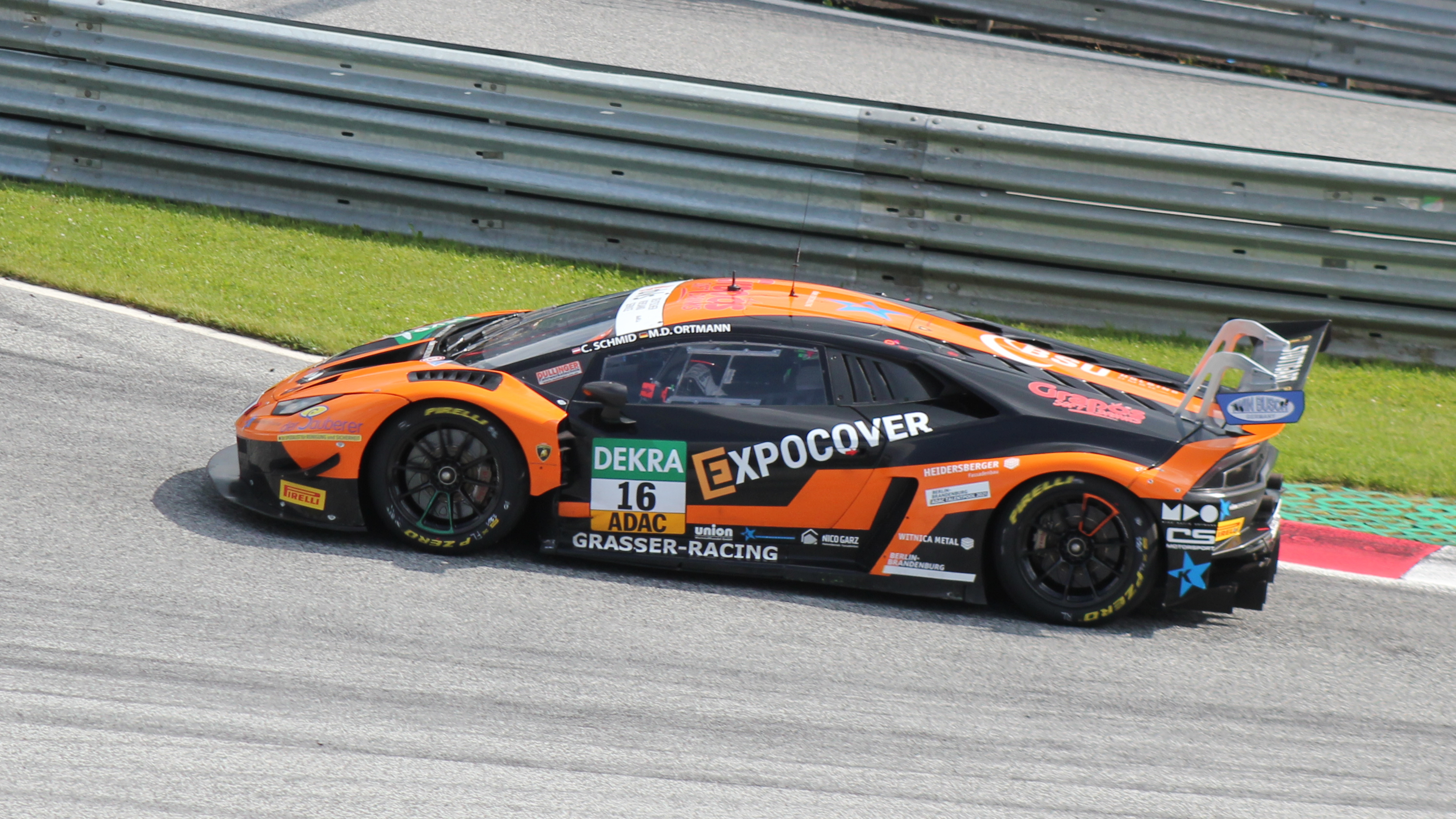
Clemens Schmid op de Red Bull Ring in 2021

Clemens Schmid (Innsbruck, 18 augustus 1990) is een Oostenrijks autocoureur.

## Autosportcarrière
Schmid begon zijn autosportcarrière in het karting in 2006. In 2010 stapte hij over naar de sportwagens en nam hij deel aan de Duitse Porsche Carrera Cup voor het team Seyffarth Motorsport. Zijn beste resultaat was een tiende plaats op Brands Hatch en hij werd met 23 punten achttiende in het kampioenschap. Daarnaast reed hij in twee races van de ADAC GT Masters op de Hockenheimring.
In 2011 bleef Schmid actief in de Duitse Porsche Carrera Cup, maar stapte hierin over naar Herberth Motorsport. Hij behaalde zijn beste klassering met een negende plaats op de Nürburgring Nordschleife en hij werd met 19 punten opnieuw achttiende in het klassement. Aan het eind van het jaar debuteerde hij in de Porsche Supercup tijdens de race op het Yas Marina Circuit als gastcoureur bij het Veltins Lechner Racing Team. Hij eindigde deze race als zeventiende.
In de winter van 2011 op 2012 nam Schmid deel aan het Porsche GT3 Middle East Championship. Hij won zes van de negen races waar hij aan deelnam en werd met 166 punten derde in het kampioenschap. Vervolgens keerde hij terug in de Duitse Porsche Carrera Cup bij het team SWITCH IT Lechner Racing, waarin twee vijfde plaatsen op de Norisring en het Circuit Zandvoort zijn beste resultaten waren. Met 68 punten werd hij dertiende in het klassement. Daarnaast kwam hij uit in de race op het Circuit de Monaco van de Porsche Supercup, waarin hij als gastcoureur zestiende werd.
In de winter van 2012 op 2013 kwam Schmid opnieuw uit in het Porsche GT3 Middle East Championship, nu bij het team Al Nabooda Racing. Hij behaalde negen overwinningen en twee tweede plaatsen in twaalf races en werd met 276 punten overtuigend kampioen in de klasse. In de rest van het jaar kwam hij uit als fulltime coureur in de Porsche Supercup, waarin hij reed bij het team Lechner Racing Academy. Drie twaalfde plaatsen op Monaco, Silverstone en de Hungaroring waren zijn beste resultaten en hij werd met 21 punten zeventiende in het kampioenschap.
In de winter van 2013 op 2014 reed Schmid in het Porsche GT3 Middle East Championship bij Al Nabooda. Hij behaalde zeven zeges, maar door een dubbele uitvalbeurt op het Dubai Autodrome verloor hij de titel aan Zaid Ashkanani en werd hij tweede in de eindstand met 244 punten. Hierna reed hij een dubbel programma in de Porsche Supercup en de Duitse Porsche Carrera Cup bij het team van Lechner. In de Supercup won hij een race op Silverstone, maar eindigde hij in de rest van de races niet in de top 5 en werd hij met 69 punten tiende in de eindstand. In de Carrera Cup behaalde hij een podiumplaats op de Lausitzring en werd hij met 93 punten elfde in het klassement.
In de winter van 2014 op 2015 keerde Schmid terug in het Porsche GT3 Middle East Championship bij Al Nabooda. Hij won opnieuw zeven races en werd ditmaal wel kampioen met 240 punten. Vervolgens maakte hij de overstap naar de ADAC GT Masters, waarin hij uitkwam voor het Bentley Team HTP. Hij stond op de Sachsenring en de Hockenheimring op het podium en hij werd met 52 punten negentiende in het kampioenschap. Daarnaast debuteerde hij in de 24 uur van de Nürburgring, waarin hij achtste werd in de SP9-klasse, en in de 24 uur van Spa-Francorchamps, waarin hij de finish niet haalde.
In 2016 reed Schmid een dubbel programma in zowel de Blancpain GT Series Sprint Cup als de Blancpain GT Series Endurance Cup bij het team HTP Motorsport. In de Sprint Cup deelde hij een auto met Jazeman Jaafar en behaalde hij zijn beste klassering met een negende plaats op het Circuit de Barcelona-Catalunya. Met 5 punten eindigde hij op plaats 23 in het klassement. In de Endurance Cup deelde hij de auto met Luciano Bacheta en Indy Dontje. Hierin was een vijfde plaats op Silverstone zijn beste klassering. Hij werd met 10 punten 34e in de eindstand.
In 2017 kwam Schmid opnieuw uit in zowel de Sprint en de Endurance Cup, maar ditmaal bij het team ISR. In de Sprint Cup behaalde hij, samen met Filip Salaquarda, zijn eerste podiumfinish op het Circuit Zolder en werd hij met 21 punten twaalfde in het klassement. In de Endurance Cup behaalde hij met Salaquarda en Filipe Albuquerque zijn beste klassering met een zevende plaats op het Circuit Paul Ricard, waardoor hij met 6 punten op plaats 28 in het kampioenschap eindigde.
In 2018 begon Schmid het seizoen in de ADAC GT Masters, waarin hij de eerste drie races voor HTP reed. Na een teleurstellende reeks, waarin een dertiende plaats op de Motorsport Arena Oschersleben zijn beste resultaat was, verliet hij het kampioenschap. Hierna stapte hij over naar de Blancpain GT Series Endurance Cup, waarin hij de laatste twee races, inclusief de 24 uur van Spa, reed voor het team Attempto Racing. Zijn beste klassering was een elfde plaats in de seizoensfinale in Barcelona, maar scoorde hiermee geen punten. Ook reed hij twee races in het VLN Langstreckenmeisterschaft Nürburgring, waarin hij dertiende en twaalfde werd.
In 2019 keerde Schmid terug naar de Blancpain-kampioenschappen bij Attempto Racing; de Sprint Cup was van naam veranderd naar de Blancpain GT World Challenge Europe. In de World Challenge deelde hij een auto met Kelvin van der Linde, met wie hij twee vierde plaatsen behaalde op Brands Hatch en de Hungaroring. Met 24,5 punten werd hij tiende in het klassement. In de Endurance Cup was hij de enige coureur in zijn auto die het hele seizoen reed. Een zevende plaats in de seizoensopener op het Autodromo Nazionale Monza was zijn beste resultaat. Hierdoor werd hij met 11 punten 21e in de eindstand.
In 2020 kwam Schmid enkel uit in de ADAC GT Masters, waarin hij bij het GRT Grasser Racing Team een Lamborghini Huracán GT3 Evo deelde met Niels Lagrange. Hij behaalde zijn beste resultaat met een negende plaats op de Red Bull Ring, waardoor hij met 15 punten op plaats 33 in het kampioenschap eindigde.
In 2021 reed Schmid in zowel de ADAC GT Masters en in de GT World Challenge Europe Endurance Cup, de opvolger van de Blancpain GT Series Endurance Cup, in een Lamborghini Huracán GT3 Evo bij het team GRT. In de GT Masters deelde hij de auto met Mike David Ortmann. Een vijfde plaats op de Lausitzring was zijn beste resultaat, en hij werd met 31 punten 24e in het eindklassement. In de Endurance Cup deelde hij de auto met Kikko Galbiati en Tim Zimmermann en behaalde hij zijn eerste podiumfinish op het Circuit Paul Ricard. Met 20 punten eindigde hij op plaats 36 in het kampioenschap.
In 2022 debuteert Schmid in de DTM, waarin hij voor GRT opnieuw in een Lamborghini Huracán GT3 Evo uitkomt.